# Pont del Canal de la Infanta
El Pont del Canal de la Infanta és una obra de Molins de Rei (Baix Llobregat) inclosa a l'Inventari del Patrimoni Arquitectònic de Catalunya.

## Descripció
Són els ponts del Canal de la Infanta al seu pas per Molins de Rei.

## Història
Canal construït del 1817 al 1819, les despeses les van pagar els propietaris del Pla esquerra del Llobregat pel regatge dels termes municipals de Molins de Rei, Santa Creu d'Olorda, Sant Feliu de Llobregat, Sant joan Despí, Cornellà, L'Hospitalet i Sants. Agafa l'aigua a Molins de Rei i mor a Can Tunís. Té 17 km de recorregut i un volum mitjà de 3.300 l/s i rega més de 3.000ha. Fou Projectat per Tomàs Soler i Ferre i inaugurat el 1819 per Luïsa Carlota de les Dues Sícilies, infanta d'Espanya de la qual Prengué el nom.